# Micro Tech Hearing Instruments
Micro Tech Hearing Instrumentsは、1986年に設立された、アメリカの補聴器メーカーである。
本社は、アメリカ・ミネソタに所在する。
オーダーメイド耳あな型補聴器・耳かけ型補聴器を取り扱っている。